# Lókút
Lókút è un comune dell'Ungheria di 534 abitanti (dati 2001). È situato nella contea di Veszprém.